# Terphothrix unilinea
Terphothrix unilinea är en fjärilsart som beskrevs av Paul Dognin 1916. Terphothrix unilinea ingår i släktet Terphothrix och familjen tofsspinnare. Inga underarter finns listade i Catalogue of Life.